# Grb Butana
Grb Butana sastoji se od sličnih elemenata kao i zastava Butana te sadrži mnoštvo budističkih simbola. 

## Također pogledajte
- Zastava Butana